# バンダ基地
バンダ基地（バンダきち、Vanda Station）は南極にあったニュージーランドの南極観測基地である。ニュージーランドが領有を主張するロス海属領の西部高地（ヴィクトリアランド）にあるライト谷のオニックス川の河口にあるバンダ湖の湖岸にあった。
最初の4つの建物は、5人のチームによる1969年1月から10月19日までの最初の越冬の直前の、1967年から1968年および1968年から1969年の夏に建設された。その後、1970年と1974年に越冬隊が基地で冬を過した。夏季には1991年まで人員が配置されていた。基地で行われていた科学観測は、主に気象学、水文学、地震学、地電流、磁気学である。この基地は科学産業研究局(DSIR)によって管理され、ロス島にあるニュージーランドの恒久的な研究基地であるスコット基地によって後方支援された。
バンダ基地は、「ロイヤルバンダ湖水泳クラブ」(The Royal Lake Vanda Swim Club)が存在することでよく知られていた。夏の期間にバンダ基地に来訪した人は、氷冠の辺縁部が解けてできた「堀」状の開水部の塩分濃度の高い水につかることにより、このクラブの会員証である袖章を授与された。基地の職員は、氷を叩いて氷が溶けやすいようにした。多くの高官や政治家がこのクラブに入会した。水につかる際には、裸でなければならない（ルール1）、頭部まで完全に潜らなくてはならない（ルール4）、バンダ基地職員による証拠写真撮影を妨げてはならない（ルール6）、その際には局部を何かで隠すことは認められたが、それは緑色をした自然物でなければならない（ルール10）など、いくつかのルールが存在した。
1995年、環境への懸念から基地は閉鎖された。開削、建物の建設、車両を動かしたことによる振動、消耗品の保管、廃棄物処理、事故による流出など、基地が存在したことに起因するさまざまな活動が、基地の閉鎖につながった。湖が汚水や他の廃棄物で汚染されていないことを確認するために、基地の閉鎖後、湖の水と藻の分析が何年も行われた。
バンダ基地で1974年1月5日に観測された気温15℃は、南極圏における最高気温記録である。
ニュージーランドのクイーンズタウンには、この基地にちなんだバンダプレイス(Vanda Place)と呼ばれる通りがある。そこから数百メートル離れた場所には、スコット基地にちなんだスコットプレイスがある。
現在、バンダ基地があった場所には、自動気象観測所と、定期的に（夏季のみ）2〜8人のニュージーランドの河川研究者が居住する避難所である「バンダ湖小屋」がある。

## 気候
| バンダ基地の気候       | バンダ基地の気候 | バンダ基地の気候 | バンダ基地の気候 | バンダ基地の気候 | バンダ基地の気候 | バンダ基地の気候 | バンダ基地の気候 | バンダ基地の気候 | バンダ基地の気候 | バンダ基地の気候 | バンダ基地の気候 | バンダ基地の気候 | バンダ基地の気候 |
| 月                     | 1月              | 2月              | 3月              | 4月              | 5月              | 6月              | 7月              | 8月              | 9月              | 10月             | 11月             | 12月             | 年               |
| ---------------------- | ---------------- | ---------------- | ---------------- | ---------------- | ---------------- | ---------------- | ---------------- | ---------------- | ---------------- | ---------------- | ---------------- | ---------------- | ---------------- |
| 最高気温記録 °C （°F） | 15.0 (59)        | 4.4 (39.9)       | —                | —                | —                | —                | —                | —                | 2.6 (36.7)       | 0.7 (33.3)       | 9.5 (49.1)       | 14.3 (57.7)      | 15 (59)          |
| 平均最高気温 °C （°F） | 4.7 (40.5)       | −2.1 (28.2)      | −15.6 (3.9)      | −25.4 (−13.7)    | −23.5 (−10.3)    | −25.1 (−13.2)    | −33.4 (−28.1)    | −26.5 (−15.7)    | −25.7 (−14.3)    | −10.0 (14)       | −1.6 (29.1)      | 3.6 (38.5)       | −15.05 (4.91)    |
| 日平均気温 °C （°F）   | 1.4 (34.5)       | −5.9 (21.4)      | −20.4 (−4.7)     | −29.7 (−21.5)    | −29.2 (−20.6)    | −30.0 (−22)      | −38.0 (−36.4)    | −32.3 (−26.1)    | −31.2 (−24.2)    | −15.7 (3.7)      | −6.2 (20.8)      | 0.2 (32.4)       | −19.75 (−3.56)   |
| 平均最低気温 °C （°F） | −2 (28)          | −9.7 (14.5)      | −25.1 (−13.2)    | −34.0 (−29.2)    | −34.8 (−30.6)    | −34.8 (−30.6)    | −42.6 (−44.7)    | −38.1 (−36.6)    | −36.7 (−34.1)    | −21.4 (−6.5)     | −10.9 (12.4)     | −3.1 (26.4)      | −24.43 (−12.02)  |
| 平均降雪日数           | 3.8              | 3.0              | 7.0              | 2.0              | 5.0              | 6.0              | 2.0              | 5.0              | 2.0              | 0.7              | 1.9              | 3.5              | 41.9             |
| 出典：                 |                  |                  |                  |                  |                  |                  |                  |                  |                  |                  |                  |                  |                  |